# アライアンスパートナーズ
アライアンスパートナーズ株式会社は、2004年4月にオリックス出身の島田雅史によって設立された経営コンサルティングファームである。
東京都新宿区西新宿に所在する、住友不動産新宿オークタワーに本社を置き、上場企業を中心とした大手企業に対する経営コンサルティングサービスを展開している。

## 経営陣
- 代表取締役社長 - 島田雅史
  - 公益社団法人 経済同友会[4]
    - 企業経営委員会委員
    - 規制・制度改革委員会委員
    - 地方創生員会委員

  - 一般社団法人 日本取締役協会　正会員
- 相談役 - 後藤茂
  - 伊藤忠商事株式会社理事、同社元代表取締役専務
  - 元・株式会社ファミリーマート代表取締役社長、会長[5][6]
  - 元・社団法人日本フランチャイズチェーン協会　会長[7]
  - 元 ・日本ベンチャーキャピタル株式会社　代表取締役社長
  - 元・社団法人 経済同友会　幹事
- 顧問 - 西澤宏繁
  - 元・日本興業銀行　代表取締役専務
  - 元・東京都民銀行　代表取締役頭取、会長[8][9]
  - 元・企業再生支援機構　代表取締役社長[10][11]
- 顧問 - 佐藤明夫（弁護士）[12][13]
  - 佐藤総合法律事務所　代表パートナー
  - 金融庁「金融仲介の改善に向けた検討会議」メンバー
  - 元・ジャスダック証券取引所 コンプライアンス委員会　委員長
- 常勤監査役 - 青野光裕
  - 元・日本興業銀行　国際開発エンジニアリング部長、サンパウロ支店長
  - 元・藤田観光株式会社　常務取締役不動産事業部長
- 監査役 - 野澤弘史
  - 元・日本興業銀行　参事
  - 元・株式会社スパンクリートコーポレーション　常務取締役
  - 元・株式会社ツーカーセルラー東海　取締役